# 低能量转移

利用低能量转移去往月球的示例
GRAIL-A·
月球·
地球

外层空间中的航天器通过低能量转移轨道可以使用很少的燃料就改变轨道。这一轨道也被称为弱稳定性边界轨道，或弹道捕获轨道。这些特殊的轨道不仅在地月系可行，在其他卫星系统中也可行，例如在木星的卫星之间，有时被总称为星际转移网络。
采用低能量转移轨道的优点是可以用很小的速度增量穿越很长的距离，缺点是相比采用像霍曼转移轨道这种高能量的（即需要更多燃料的）转移轨道，需要更长的时间。

## 任务
1991年，日本的探月飞船飞天号首次执行了低能量转移，不过其最初设计目标是飞越月球，而不是入轨。飞天号在第一次飞越月球时释放了羽衣号（日语： Hagoromo）小型轨道飞行器，它也许成功进入了绕月轨道，但遭遇了通信故障。喷气推进实验室的爱德华·贝尔布鲁诺与詹姆斯·米勒听闻羽衣号未能成功进入绕月轨道后，贝尔布鲁诺推算出一条航线，协助将飞天号借助弹道捕获的方式进入绕月轨道。这一为飞天号提供的方案基于弱稳定性边界理论，只需太空船本身推力可以负担的少量扰动，就可以达到转换轨道的目的，最终进入暂时的绕月轨道。此过程无需速度增量，不过却需要五个月以上的时间来进入绕月轨道，而如若利用霍曼转移轨道只需要数天的时间。

### 已完成的执行低能量转移的任务
- 飞天号，Hiten（ 日本 宇宙机构）
- SMART-1（ 欧盟 欧空局）
- 起源号，Genesis（ 美国 美国国家航空航天局）[6]
- 重力回溯及内部结构实验室，GRAIL（ 美国 美国国家航空航天局）[7][8]
- 赏月号 (  韓國航空宇宙研究院)

### 正在进行的执行低能量转移的任务
- 贝皮可伦坡号，BepiColombo（ 欧盟 欧空局和 日本 宇宙机构）[9]
- 地月自主定位系统技术操作和导航实验，CAPSTONE（ 美国 美国国家航空航天局）

### 计划中的执行低能量转移的任务
- 欧洲学生月球轨道器（英语：European Student Moon Orbiter），ESMO
- 火星直击（英语：Mars Direct）

## 优点

### 节省速度增量
从近地轨道到绕月轨道转移的航天器在使用传统的霍曼转移轨道进行地月转移时需要在近月时燃烧燃料以刹车制动，而利用低能量转移则可节省近25%的速度增量并使有效载荷量翻倍。对从近火星环绕轨道前往火星卫星的航天器来说，采用此轨道去往火卫一可以节省12%的速度增量，去往火卫二可节省20%。

### 较大变轨机动无需在到达目标附近时进行
从近地轨道出发的航天器通过罗伯特·法夸尔（Robert Farquhar）描述的轨道实现地月转移需要花费9天，并需要3.5km/s的速度增量，而若利用低能量转移轨道实现地月转移则需要3.1km/s的速度增量，仅节省了不超过0.4km/s的速度增量。然而，运行在低能量转移轨道上的航天器在离开近地轨道后，不需要进行较大的变轨机动就可以进入目的天体的轨道。因此，若航天器配备的火箭上面级仅有有限的发动机重启能力和轨道保持能力，使用此轨道在实际的航天任务中更有优势。